# 胡德平

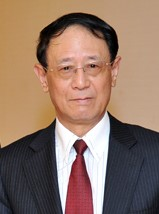
胡德平

胡德平（1942年11月5日—） ，男，湖南浏阳人，中华人民共和国政治人物，原中共中央总书记胡耀邦长子。北京大学历史系党史专业毕业，大学学历。曾任中共中央统战部副部长，十届全国人大常委、全国人大内务司法委员会委员，中华全国工商业联合会第一副主席。现任全国政协常务委员、经济委员会副主任委员。

## 生平
胡德平1962年至1967年在北京大学历史系学习，毕业后，在4627部队农场劳动锻炼，后到北京第二通用机械厂当工人。1972年至1984年间，胡德平在中国历史博物馆工作，历任保管部保管员、国家文物局党委委员、中国历史博物馆保管部副主任、馆负责人。
1984年至1986年，胡德平任中央整党指导工作委员会湖北巡视组巡视员、华北联络组副组长、西北联络组组长，1986年至1993年担任中央统战部秘书长、五局局长，1993年至1998年任全国工商联党组副书记、副主席。
1996年，胡德平担任中国光彩事业促进会常务副会长。1998年至2008年担任中央统战部副部长，2003年至2006年12月担任中华全国工商业联合会党组书记，2003年至2008年任中华全国工商业联合会第一副主席。
现任北京曹雪芹学会会长。
2014年4月秘訪日本，與首相安倍晉三、官房長官菅義偉等人會晤。
2014年10月31日，大陆《炎黄春秋》官网发出公告，胡德平先生出任《炎黄春秋》杂志社社长。
他曾任中国生物多样性保护与绿色发展基金会理事长，现为党委书记。

## 家庭
- 元配妻子安黎：安黎父親为原中组部部长、人事部部长安子文。安黎與胡德平育有1兒1女。德平与安黎所生的女儿，也就是胡耀邦的孙女胡知鷙zhì（1973年-），毕业于剑桥大学，现任瑞士信贷（香港）有限公司董事总经理。胡德平2005年前已与安黎离婚，另与比他小27岁的王豫颖（1970年-）结婚；

- 第二任妻子王豫颖（1970年-）：王豫颖现任中国光彩事业国际投资集团董事局主席，从事境内外融资，而胡德平目前身兼光彩事业促进会副会长，是上级单位。王豫颖曾是中华慈善总会选出的美女慈善大使。